# Захарово (Лисестровское сельское поселение)
Захарово — деревня в Приморском районе Архангельской области. Входит в состав Лисестровского сельского поселения (муниципальное образование «Лисестровское»).

## Географическое положение
Деревня расположена на левом берегу реки Лесная. У южной границы населённого пункта проходят железнодорожные пути, соединяющие город Новодвинск и станцию Исакогорка. Поблизости находятся другие деревни Лисестровского сельского поселения: Первая Гора и Средняя Гора — на западе, Слободка и Мыза — на востоке, и Ширша — на севере.

## Население
Численность населения деревни, по данным Всероссийской переписи населения 2010 года, составляла 6 человек. 
| Население                            | на 1 января 2010 года |
| ------------------------------------ | --------------------- |
| В возрасте до 16 лет                 | 0                     |
| Трудовые ресурсы (из них работающих) | 6 (6)                 |
| Пенсионеры                           | 4                     |
| Всего                                | 10                    |
| Прибыло / выбыло (за год)            | 2 / 2                 |
| Родилось / умерло (за год)           | 0 / 2                 |

## Инфраструктура
Жилищный фонд деревни составляет 1,6 тыс. м². Объекты социальной сферы и стационарного торгового обслуживания населения на территории населённого пункта отсутствуют.